# Jaskinie Tabon
Jaskinie Tabon (tagalski Kuwebang Tabon, ang. Tabon Caves) – kompleks ok. 200 jaskiń i koleb skalnych znajdujący się na zachodnim wybrzeżu wyspy Palawan, na Filipinach. Od 2006 roku figuruje na filipińskiej liście informacyjnej – liście obiektów, które władze tego kraju zamierzają rozpatrzyć do zgłoszenia na listę światowego dziedzictwa UNESCO na podstawie zaproponowanych kryteriów kulturowych: II, III, IV i V.

## Lokalizacja
Kompleks jaskiń Tabon znajduje się na zachodnim wybrzeżu wyspy Palawan, w zachodniej części archipelagu Filipin. Pod względem administracyjnym obszar ten jest częścią wioski Panitian w gminie Quezon, w prowincji Palawan. Jaskinie znajdują się na wapiennym cyplu, który od wschodu oblewają wody zatoki Malanut, zaś od zachodu wody zatoki Nakoda, które wspólnie tworzą tzw. Przejście Palawan (ang. Palawan Passage). Od południa natomiast granicę tworzy wzgórze Sultan.

## Charakterystyka

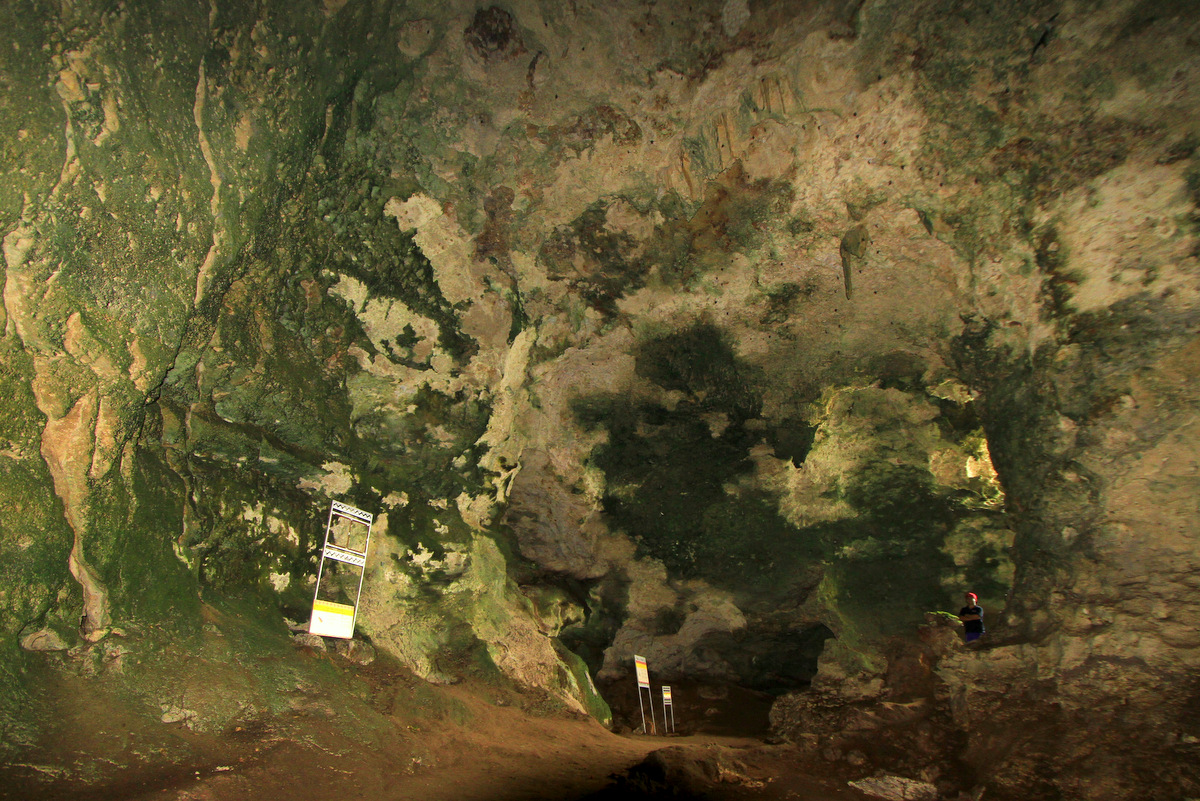
Wnętrze jednej z jaskiń kompleksu (2014)

Zespół jaskiń Tabon zajmuje teren o łącznej powierzchni ok. 104 ha składający się z licznych wapiennych wzgórz w kształcie kopuł (mogotów) oddzielonych od siebie głębokimi rozpadlinami. Miejscowa ludność określa to miejsce mianem Lipuun, natomiast na sporządzonych przez Brytyjczyków w 1851 roku mapach jest ono oznaczone jako Abion Head. Na tym obszarze znajduje się ponad 200 krasowych jaskiń, z których najważniejszą jest jaskinia Tabon, od której cały kompleks wziął swoją nazwę. Pochodzi ona od używanego przez miejscową ludność określenia występującego tu gatunku ptaka, nogala rdzawolicego (Megapodius cumingii).
Szeroko zakrojone wykopaliska archeologiczne na terenie kompleksu prowadzone były w latach 1962–1965 przez zespół archeologa dr. Roberta B. Foxa, ówczesnego dyrektora Wydziału Antropologii Muzeum Narodowego Filipin. W jaskini Tabon odnaleziono wówczas jedne z najstarszych dowodów kopalnych obecności Homo sapiens sapiens w Azji Południowo-Wschodniej, określane zbiorczo jako szczątki Człowieka z Tabon – fragment kości piszczelowej liczący ok. 47 tys. lat (± 11–10 tys. lat), prawą część żuchwy ocenianą na ok. 31 tys. lat (± 8–7 tys. lat) oraz kość czołową datowaną na ok. 16,5 tys. lat (± 2 tys. lat). W 2007 roku w jaskini Callao na wyspie Luzon odkryto jednak starszą o 20 tys. lat kość prawego śródstopia, której wiek oszacowano na podstawie datowania metodą uranowo-torową na ok. 67 tys. lat. Ostatecznie zidentyfikowano ją w 2019 roku jako szczątki nowego kopalnego gatunku człowieka – Homo luzonensis.

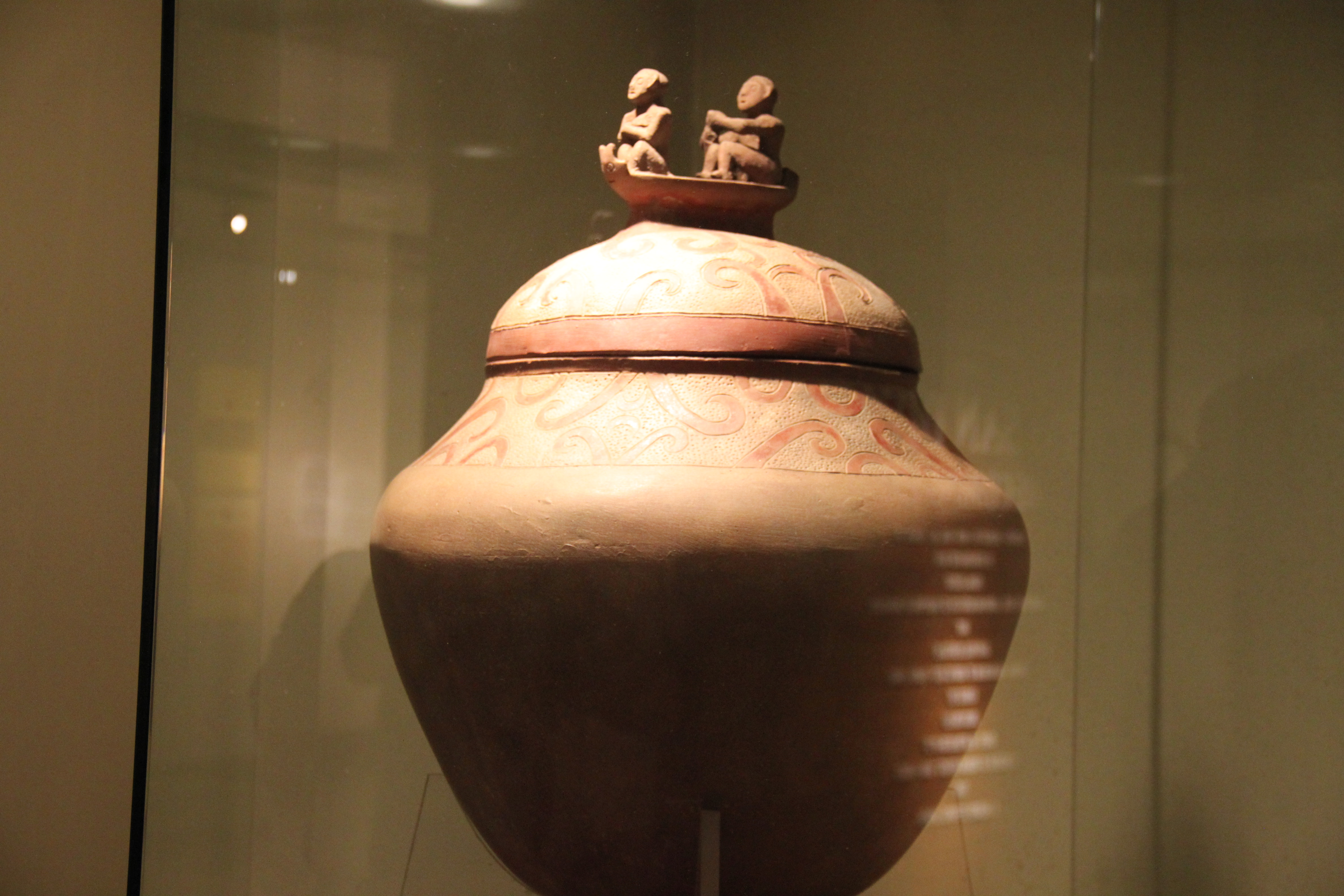
Gliniana urna z jaskini Manunggul (2017)

Przeprowadzone w jaskiniach kompleksu Tabon badania dostarczyły wielu danych dotyczących chronologii osadnictwa Homo sapiens na obrzeżach prehistorycznej Sundy oraz wykazały, że człowiek zamieszkiwał teren Filipin już w plejstocenie. Nieprzerwana ciągłość osadnicza na obszarze jaskiń w Lipuun sięga okresu co najmniej od ok. 50 tys. lat temu do ok. 9 tys. lat temu. Na stanowisku odkryto również liczne narzędzia odłupkowe z późnego plejstocenu oraz zespół tzw. wtórnych pochówków (ang. secondary burial) w urnach, datowany na późny neolit oraz epokę metali (chalkolit, epokę brązu i epokę żelaza).
W jaskini Manunggul odnaleziono na przykład bogato zdobiony gliniany dzban pogrzebowy o wymiarach 66,5 × 51,5 cm, datowany na lata 890–710 p.n.e. Jego pokrywa przedstawia parę niewielkich postaci na łodzi, z których pierwsza ma ramiona skrzyżowane na piersi, zaś druga trzyma w dłoniach wiosło. Figurki te stanowią wyobrażenie dusz zmarłych, które wiosłują w kierunku życia pozagrobowego. Korpus urny zdobią krzywoliniowe wzory wykonane z czerwonej ochry otrzymywanej ze sproszkowanego hematytu.
Jaskinie Tabon są obiektem prawnie chronionym na mocy proklamacji prezydenta Ferdinanda Marcosa z dnia 11 kwietnia 1972 roku. Do 2021 roku odkryto łącznie 218 jaskiń, z których 38 zostało poddanych badaniom archeologicznym. Część jaskiń jest udostępniona dla zwiedzających, a do wejścia do nich prowadzi drewniane molo. Kompleksem zarządza Muzeum Narodowe Filipin (ang. National Museum of the Philippines, NMP), które wciąż prowadzi też badania na tym obszarze. W lutym 2024 roku w pobliżu jaskiń oddano do użytku nowe, poświęcone im muzeum, które stanowi kolejny oddział Muzeum Narodowego Filipin.